# Plagius
Plagius es un género de plantas pertenecientes a la familia Asteraceae. Comprende 10 especies descritas y de estas, solo 3 aceptadas.

## Taxonomía
El género fue descrito por L'Hér. ex DC. y publicado en Prodromus Systematis Naturalis Regni Vegetabilis 6: 135. 1837[1838].

## Especies aceptadas
A continuación se brinda un listado de las especies del género Plagius aceptadas hasta junio de 2012, ordenadas alfabéticamente. Para cada una se indica el nombre binomial seguido del autor, abreviado según las convenciones y usos:
- Plagius flosculosus (L.) S.Alavi & V.H.Heywood
- Plagius grandis (L.) Alavi & Heywood
- Plagius maghrebinus Vogt & Greuter